# Kreditkarte

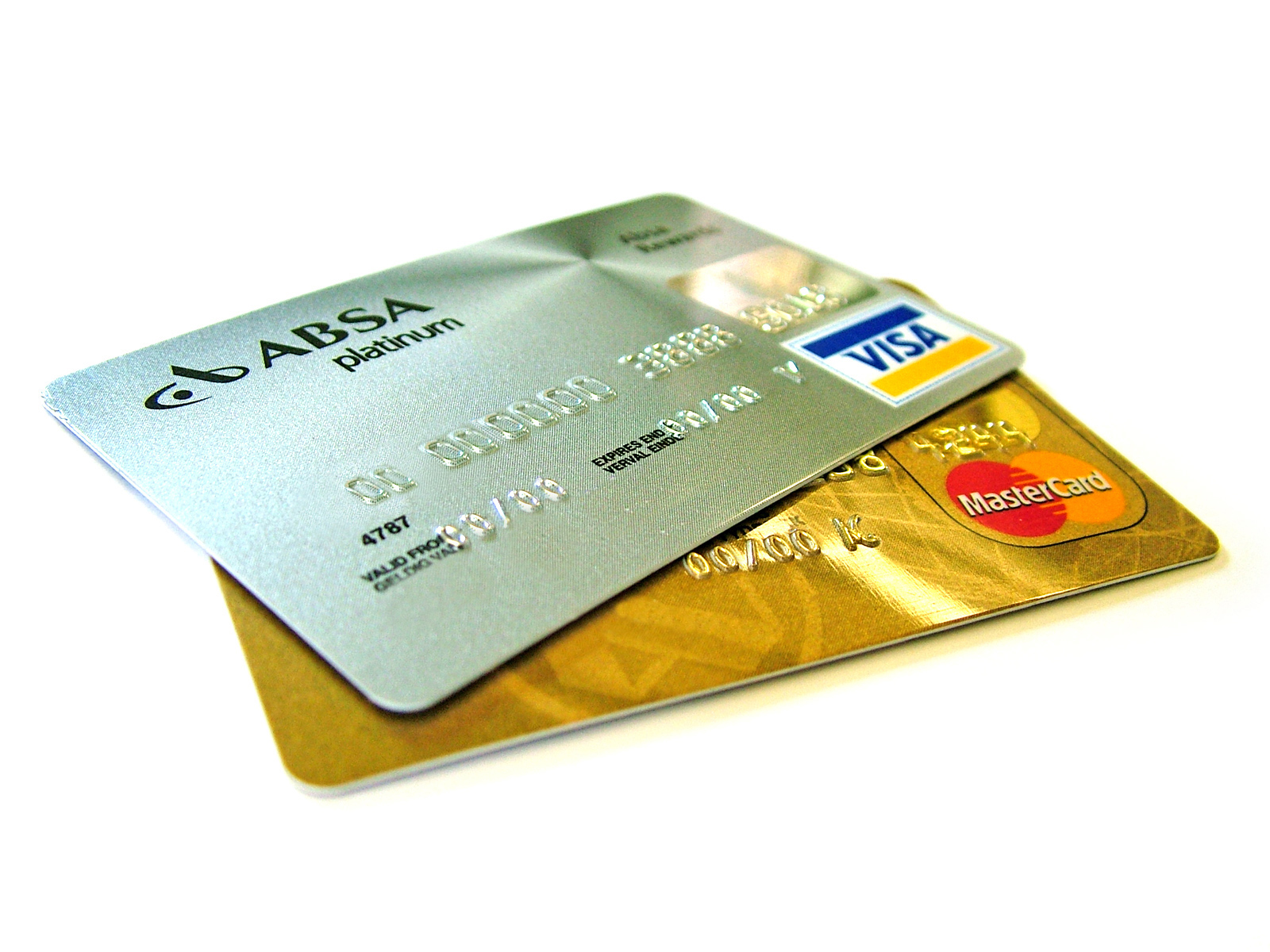
Kreditkarten

Eine Kreditkarte dient der Bezahlung von Waren und Dienstleistungen und ist meist weltweit und online einsetzbar. Der Begriff ist eine im 20. Jahrhundert entstandene Lehnübersetzung aus dem englischen credit card, denn die klassische Kreditkarte gewährt dem Karteninhaber einen Kredit.
Die Dachmarkengesellschaften Mastercard und Visa vergeben die Lizenzen an Banken für die Ausgabe ihrer Karten. American Express und Diners geben die Kreditkarten selbst heraus. Diese vier Gesellschaften teilen sich nahezu den gesamten europäischen Kreditkartenmarkt.
Im Jahr 2020 hatten 72 % aller volljährigen US-Amerikaner eine Kreditkarte; mit den Karten wurden 49 % aller Handelsumsätze getätigt. In Deutschland besaßen 2017 36 % der Bevölkerung eine Kreditkarte, mit steigender Tendenz, jedoch kam sie laut Bundesbank nur bei jedem 67. Bezahlvorgang zum Einsatz. In Österreich lag die Anzahl der ausgegebenen Kreditkarten 2022 bei 3,4 Millionen, also 37 % der Bevölkerung.

## Geschichte

### Die ersten Kreditkarten
Erwähnt wurde der Begriff Kreditkarte das erste Mal im Jahre 1888 im Science-Fiction-Roman Ein Rückblick aus dem Jahre 2000 auf 1887 von Edward Bellamy.
Die Kreditkartenidee kommt aus den USA, wo 1894 Hotels begannen, Kreditkarten an gute Gäste auszugeben. In den 1920er-Jahren folgten dann Mineralölkonzerne und Kaufhausgesellschaften, andere Branchen wie Restaurantketten und Fluglinien begannen erst nach dem Zweiten Weltkrieg damit. Diese Kundenkreditkarten – heute Spezialkreditkarten (Proprietary Credit Cards) – ermöglichten Einkäufe ausschließlich bei dem ausgebenden Unternehmen.
Zu echten Universalkreditkarten (General Purpose Credit Cards) kam es erst etwas später in den Vereinigten Staaten. Diese wurden an Konsumenten mit Bonität ausgegeben und konnten nicht nur bei einem Unternehmen zur Zahlung eingesetzt werden, sondern bei allen mit einem Akzeptanzvertrag für die jeweilige Kreditkarte. Die erste derartige Universalkreditkarte war die des Diners Club, der im Februar 1950 in Form eines Clubs gegründet wurde. Sie sollte vorerst nur von den Clubmitgliedern, Freunden und Bekannten der Gründer Frank McNamara und Ralph Schneider, in zwei Dutzend ausgewählten New Yorker Restaurants eingesetzt werden. Doch bald wurde die enge Zielgruppendefinition überwunden. Die nächste Universalkreditkarte war im August 1951 die der Franklin National Bank in New York, dort wollte man das Konsumentenkreditgeschäft forcieren.
Seitdem unterscheidet man zwischen Travel- & Entertainment-Kreditkarten, die vom Diners Club initiiert wurden, und Bankkreditkarten, welche auf die Franklin National Bank zurückgehen.

### Travel- & Entertainment-Karten (Diners, AmEx)
Travel- & Entertainment-Kreditkarten sowie Firmenkreditkarten waren auf Vielreisende ausgerichtet und wurden insbesondere im Umfeld der Reisebranche – Hotels, Restaurants, Autovermietungen, Fluglinien – akzeptiert. Typisch war die internationale Verbreitung der Vertragsunternehmen. Für die Karten wurde eine relativ hohe Jahresgebühr berechnet. Die Zahlung der Monatsrechnung erfolgte in der Regel sofort nach Erhalt.

#### Diners Club
Diners Club blieb viele Jahre allein auf dem Markt und konnte ohne Konkurrenz rasch expandieren, erst in den USA, dann international. Dies erfolgte durch Franchisenehmer, die in der Regel sowohl Karten ausgaben als auch Akzeptanzstellen gewannen. Die erste internationale Ausbreitung war 1952 der Diners Club Great Britain, 1954 folgten Frankreich und Spanien, 1955 Mexiko, 1956 Schweiz, Deutschland, Australien und Brasilien, 1957 die Benelux-Länder und 1958 Italien. Heute ist Diners Club in nahezu jedem Land vertreten.

#### American Express
Für zahlungskräftige Kunden kam 1958 American Express hinzu. Die Firma war ein weltweiter Reisescheck-Emittent und Reisebüro. Sie befürchtete eine Konkurrenz zum Reisescheck durch die entstehenden Kreditkarten und wollte zukünftige Umsatzverluste durch eine eigene Kreditkarte auffangen. Durch eine professionelle Vorbereitung und die Aufbereitung des Marktes durch Diners Club in den vorhergegangenen Jahren war American Express in kurzer Zeit sehr erfolgreich. Nach drei Monaten Geschäftstätigkeit gab es bereits 32.000 internationale Akzeptanzstellen und 475.000 Karten. Bald wurde Diners Club nach Kartenzahlen, Akzeptanzstellen und Umsatz überholt. Die internationale Expansion wurde nicht von Franchisenehmern, sondern von eigenen Tochtergesellschaften getragen.

### Bankkreditkarten (Visa, MasterCard)
Bankkreditkarten sind auf das Konsumkreditgeschäft ausgerichtet. Derartige Karten sind mit einem revolvierenden Kredit ausgestattet, wobei die Bank Zinsen für den Betrag berechnet, der innerhalb einer festgelegten Frist nicht bezahlt worden ist. Akzeptanzstellen gab es zunächst nur im regionalen Einzugsbereich der ausgebenden Bank.
Die Franklin National Bank blieb mit ihrer Kreditkarte nicht lange allein. Viele Banken der damals noch stärker fragmentierten Bankenlandschaft folgten. 1968 hatte jede zehnte US-Bank ein Kreditkartenprogramm, jeweils mit räumlich begrenztem Akzeptanzbereich. Eine Ausdehnung wurde mit mehreren Interchange-Abkommen erreicht, aus denen sich schließlich MasterCard und die Visa entwickelten.

#### Mastercard
Zum Beginn stand 1966 der Zusammenschluss mehrerer regionaler US-Bankkreditkartenvereinigungen zur Interbank Card Association, der Banken aus allen Landesteilen und eine Internationalisierung folgten. Bereits 1968 wurde durch ein Kooperationsabkommen mit Eurocard die Kartenausgabe und -akzeptanz in Europa sichergestellt. 1981 erfolgte die Umbenennung in MasterCard.

#### Visa
Die Visa-Kreditkarte hat ihren Ursprung in der BankAmericard, die erstmals 1958 von der Bank of America ausgegeben wurde. Ab 1966 vergab diese Lizenzverträge an andere Banken. Im gleichen Jahr gab Barclays als erste europäische Bank eine Kreditkarte mit 30.000 Akzeptanzstellen heraus. 1970 wurde diese Karte in den USA und 1974 international unter dem Namen Ibanco verselbständigt. 1977 wurde der Name Visa für alle Aktivitäten eingeführt.

### Regulierung in den USA
In den USA brachte der massenhafte Versand von Kreditkarten ohne Überprüfung der Kreditwürdigkeit die Vertrauenswürdigkeit des bargeldlosen Zahlungsverkehrs in Verruf, daher führte die Regierung zwischen 1968 und 1974 mehrere Gesetze ein, die den Wildwuchs, die Vergabepraxis, Intransparenz und die vielen Betrugsfälle eindämmen sollten. Dies waren der Truth in Lending Act (1968) und der Fair Credit Reporting Act (1970).

### JCB
Zu den Kreditkartenorganisationen mit weltweitem Anspruch kam 1982 JCB (Japan Credit Bureau) hinzu. Bis dahin hatte diese Kreditkartenorganisation mehr als 4 Mio. Karten und über 300.000 Akzeptanzstellen nur in Japan. Ab 1982 wurde das Netz der Akzeptanzstellen außerhalb Japans ausgebaut – den japanischen Touristen folgend – zuerst in Singapur, Hongkong, Taiwan und Hawaii. Danach wurden insbesondere in den Ländern Karten ausgegeben, zum Teil mit Partnerbanken, wo viele Japaner leben. Heute ist JCB weltweit vertreten.

### Angleichung und Expansion
Die ehemals großen Unterschiede zwischen Travel- & Entertainment-Kreditkarten (Diners, AmEx) und Bankkreditkarten (Visa, MasterCard, JCB) wurden im Laufe der Zeit eingeebnet. Auch erstere haben inzwischen meist einen revolvierenden Kredit. Und auch die MasterCard und Visa sind weltweit vertreten und bieten seit längerem Debitkarten an (Maestro/MasterMoney/MasterCard Electronic bzw. Interlink/VisaCheck/Visa Electron/Plus/V PAY) und Geldautomaten (Cirrus/Plus).
Am Beginn herrschte ein intensiver Wettbewerb um Karteninhaber und Akzeptanzstellen. Um nicht ins Hintertreffen zu geraten, mussten alle Kreditkarten international werden. Durch den wachsenden Tourismus und die zunehmende Globalisierung stießen international einsetzbare Karten aber in eine Marktlücke, und alle Kreditkartenorganisationen von damals konnten Fuß fassen und expandieren.
Dadurch wuchs die Anzahl der international einsetzbaren Kreditkarten rasch an. 1958 gab es lediglich 1,2 Mio., schon 1975 wurde die 100-Millionen-Schwelle, 1991 die 500-Millionen-, 1997 die 1-Milliarde- und 2004 die 2-Milliarden-Schwelle überschritten.
Wenngleich die Travel- & Entertainment-Kreditkarten zuerst auf der Bildfläche des internationalen Marktes erschienen, wurden sie schnell von den Bankkreditkarten zahlenmäßig übertroffen. Seitdem hat sich die Kluft laufend vergrößert.
Mittels Lizenz- und Franchise-Politik haben sich MasterCard und Visa zuerst rasch in den USA und ab 1968 beginnend mit Kanada, Mexiko und Europa auch auf den anderen Kontinenten durchgesetzt. Heute gibt nahezu jedes im Privatkundengeschäft tätige Geldinstitut Kreditkarten einer der beiden Organisationen heraus.
Parallel zum Wettbewerb der kartenausgebenden Banken (Issuer) spielt sich der Wettbewerb der akzeptanzstellenabrechnenden Banken (Acquirer) ab. Auch die Zahl der Akzeptanzstellen hat sich erhöht. 1958 gab es 40.000 Stellen, die American-Express- oder Diners-Club-Karten akzeptierten. 2003 waren es über 22 Mio. für MasterCard und Visa, in etwa 9 Mio. für American-Express, Diners-Club und JCB, und etwa 4 Mio. für Discover. Im selben Jahr wurden die knapp 2 Mrd. vorhandenen Kreditkarten der fünf international tätigen Organisationen über 57 Mrd. Mal eingesetzt. Das Umsatzvolumen belief sich 1999 auf 4.744 Mrd. US-Dollar.
Das Kreditkartengeschäft wurde immer internationaler. Bis 1990 waren die USA das Land, in dem die Mehrheit der international einsetzbaren Kreditkarten ausgegeben wurde. Danach gab es außerhalb der USA mehr derartige Kreditkarten als innerhalb. Das Umsatzvolumen außerhalb der USA hatte jedoch bereits 1988 das in den USA übertroffen.

### Deutsche Kreditkarte (DKK)
Ende 1988 planten auch der Hauptverband des Deutschen Einzelhandels (HDE) und der Deutsche Hotel- und Gaststättenverband (DEHOGA) gemeinsam die Ausgabe einer Deutschen Kreditkarte (DKK) in der Bundesrepublik Deutschland, um Handel, Hotellerie und Gastronomie von den hohen Verrechnungskosten (Umsatzprovision bis zu 5 Prozent) etablierter Kreditkarten zu entlasten. Die Karte sollte ursprünglich 60 Deutsche Mark kosten. Mitte des Jahres 1988 waren der DKK-Organisation rund 10.000 Vertragsunternehmen angeschlossen, diese vereinbarten eine Umsatzprovision von nur 2,75 Prozent.
Dagegen klagte eine verdeckt agierende Wirtschaftsgröße am Oberlandesgericht München, welches den Namen untersagte, da das Gericht der Auffassung war, dass das Unternehmen nicht groß genug war, um die Bezeichnung „Deutsch“ im Namen zu führen.

### Technische Entwicklung
Mit zunehmender Anzahl von Karten und Akzeptanzstellen sowie zunehmenden Transaktions- und Umsatzzahlen wurde die Abwicklung des Kreditkartengeschäfts sukzessive automatisiert. Bei den Händlern wurden Kreditkarten-Terminals und bei den Kreditkartenunternehmen (In-House-Operations) die EDV ausgeweitet. Dies trug zu einer effizienteren Abwicklung der Transaktionen bei und erhöhte die Sicherheit, die bei einem internationalen Massenzahlungssystem von besonderer Bedeutung ist.
Der nächste Schritt war hier die Ausstattung der Kreditkarten mit einem Chip auf Basis der EMV-Spezifikationen. Kombiniert mit EMV-fähigen Terminals wird die Fälschung der Kreditkarten erschwert und Zahlung nur noch mit PIN statt Unterschrift ermöglicht. Die DaimlerChrysler Bank war 2002 die erste deutsche Bank mit einem solchen Chip, seit 2011 ist er auf allen deutschen Kreditkarten von Visa, Mastercard, Diners, AmEx.

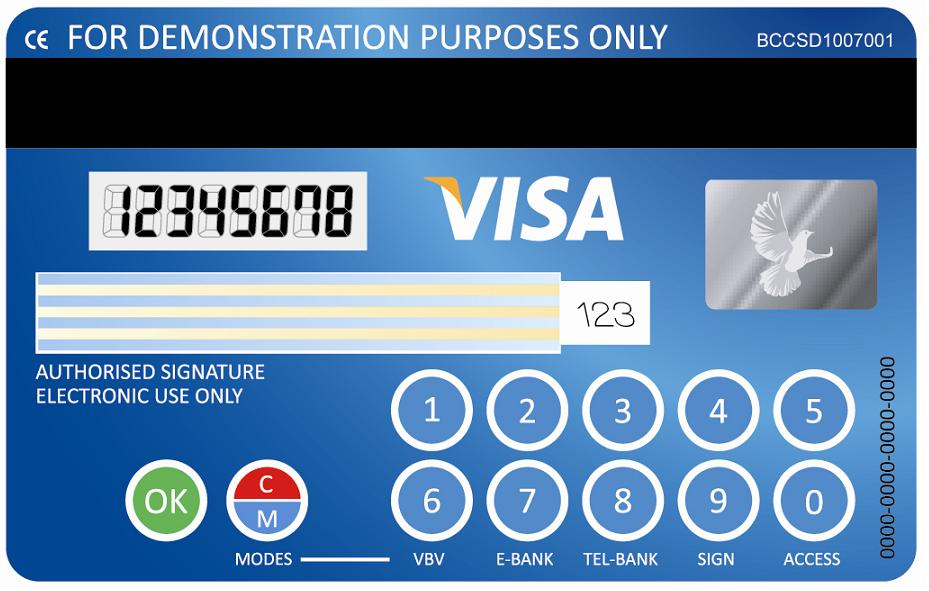
Visa-CodeSure-Karte

Im August 2010 startete Visa Europe auch in Deutschland ein Pilotprojekt zusammen mit der Deutschen Kreditbank (DKB) zur Einführung der Visa CodeSure Karte, die über einen zufälligen Sicherheitscode verfügt, der über ein Tastenfeld auf der Karte generiert wird.
Eine Weiterentwicklung sind die sogenannten Funk-Karten, die das kontaktlose Bezahlen über das Nahfunkverfahren NFC ermöglichen. Visa nennt diese Technik Pay Wave, Mastercard Pay Pass. Die Karten gerieten in Kritik, weil sie mit NFC-fähigen Mobilgeräten unbemerkt ausgelesen werden können.

## Dachmarkengesellschaften und Akzeptanz

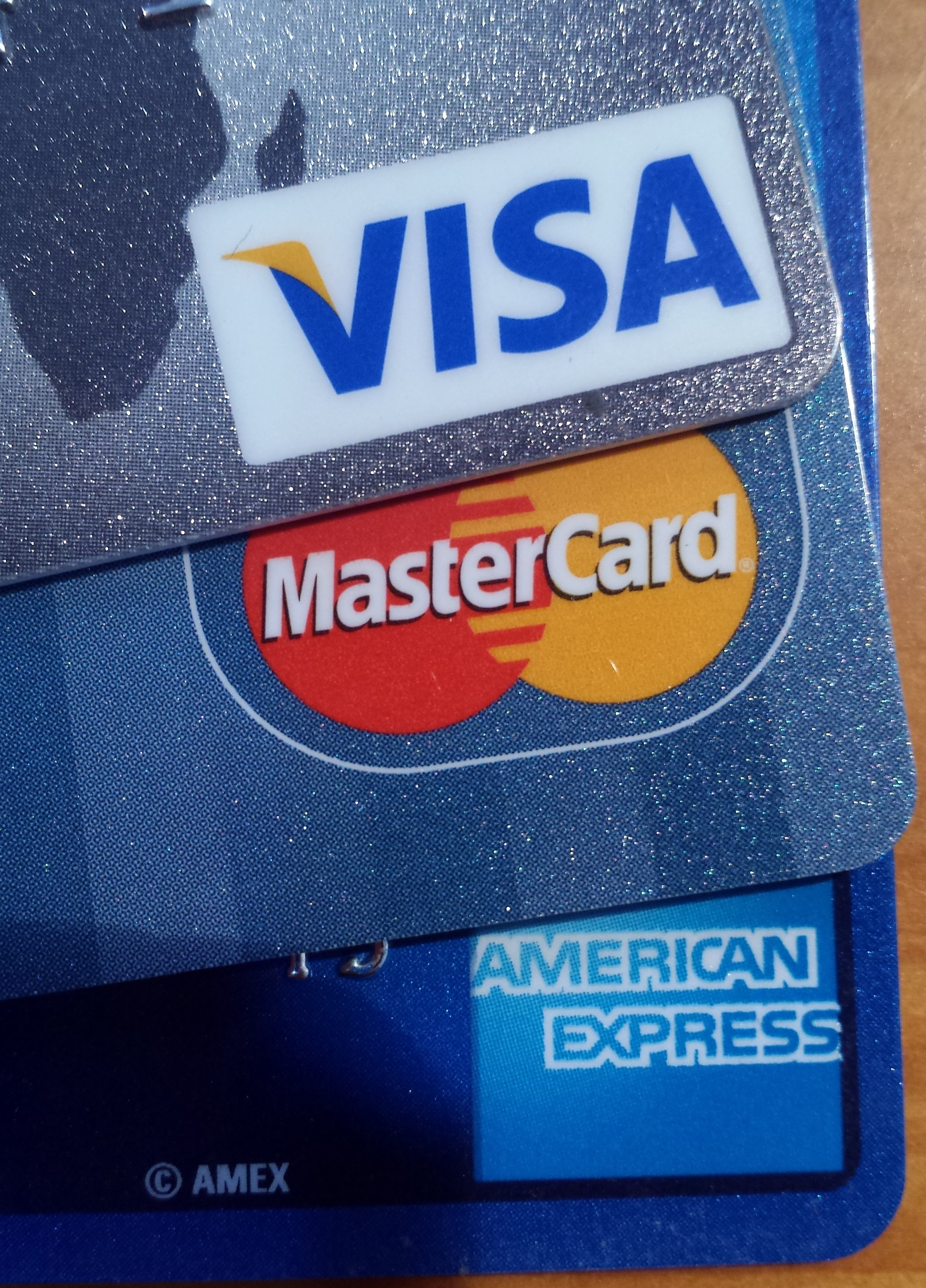
Akzeptanzzeichen der drei größten Gesellschaften

Folgende amerikanische Kreditkarten werden international ausgegeben und akzeptiert: (Transaktionsanteil in Europa)
- 59 % Visa: seit 1980 in Deutschland und Österreich[15]
- 39 % Mastercard: seit 1975 in Deutschland; seit 1980 in Österreich[16]; früher in Europa als Eurocard
- 3 % American Express: seit 1958 in Deutschland; seit 1985 in Österreich[17]
- 1 % Diners Club: seit 1954 in Deutschland; seit 1960 in Österreich[18]

Regional ausgegeben:
- JCB (hauptsächlich Japan): Wird auch in Deutschland und vielen anderen Ländern akzeptiert und herausgegeben, aber nicht gegenseitig, d. h. europäische Karten werden nicht außerhalb akzeptiert.
- China UnionPay (nur in der VR China)
- MIR (russisch Мир ‚Frieden‘ oder ‚Welt‘) (nur in Russland)[19]
- Discover Card (nur in den USA)
- Hipercard (nur in Brasilien)
- DinaCard (nur in Serbien)
- Transcard (nur in Bulgarien)

### Kreditkartenakzeptanz
Für den Einsatz der Kreditkarte ist es erforderlich, dass die Karte auch vom Händler bzw. Geldautomaten akzeptiert wird. Am weitesten verbreitet sind Mastercard mit etwa 35 Mio. Akzeptanzstellen und rund einer Million Geldautomaten weltweit sowie Visa mit etwa 20 Mio. Akzeptanzstellen und 1,6 Mio. Geldautomaten weltweit.
Die Marken MasterCard, Visa, American Express, Diners Club und JCB haben sich in verschiedenen Ländern unterschiedlich durchgesetzt. Das Land mit der höchsten Akzeptanzrate sind die Vereinigten Staaten von Amerika.

## Technik

### Karte
Die Kreditkarte ist zumeist aus Kunststoff (PVC) hergestellt und hat das Format einer ID-1-Scheckkarte nach ISO 7810. Auf der Vorderseite sind die Kartendaten erhaben geprägt (Hochprägung), nur bei manchen Prepaid- und Debit-Karten ist dies nicht der Fall. In Imprintern, umgangssprachlich „Ritschratsch-Geräten“, können nur hochgeprägte Karten genutzt werden. Die Karte wird dabei erst später belastet, wenn der Verkäufer die Transaktionsbelege bei der Kartengesellschaft einreicht.
Auf der Rückseite trägt jede Karte die Unterschrift des Karteninhabers und häufig eine Kartenprüfnummer (CVC); bei American Express auf der Vorderseite.
Auf dem Magnetstreifen auf der Rückseite sind die Kartendaten gespeichert.
Seit 2011 haben alle deutschen Kreditkarten auf der Vorderseite einen EMV-Chip, dies steht für Europay, MasterCard, Visa. Auf diesem sind mehr Daten gespeichert, und er ist schwerer zu fälschen als der Magnetstreifen. Daher soll letzterer mittelfristig durch den Chip ersetzt werden. Mit dem Chip wird auch die SEPA-Kompatibilität und das Bezahlen ausschließlich per PIN erreicht.
Kontaktlose Bezahlung per NFC nach dem ISO-14443-Verfahren ermöglichen Visa Pay Wave und Mastercard Pay Pass. Die Karten gerieten in Kritik, weil sie mit NFC-fähigen Mobilgeräten unbemerkt ausgelesen werden können.

### Kreditkartennummer
Die Kartennummer ist eindeutig und zwölf- bis sechzehnstellig.

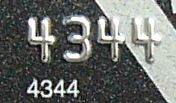
Der BIN-Code ist in der Regel sowohl gedruckt als auch geprägt.

- Die ersten sechs Ziffern bilden den BIN-Code.
  - Die ersten 4 Ziffern stehen für die Kreditkartengesellschaft.
  - Die 5. Ziffer steht für die Kreditkartenart (z. B. bei American Express: blau, grün, gold, platin).
  - Die 6. Ziffer dafür, ob es sich um eine Zweitkarte, Partnerkarte, Firmenkarte etc. handelt.
- Die restlichen 9 Ziffern sind die Kontonummer
- Die letzte Ziffer ist die Prüfziffer (nach dem Luhn-Algorithmus)

Beim üblichen Kaufvertrag dient die eindeutige Nummer zur Identifikation der Karte und damit der Person, die wiederum mittels Unterschrift oder PIN ihre eigene Identität nachweist.

### Kartendaten
- Name des Karteninhabers (fehlt bei einigen Prepaid-Karten, die als Geschenkkarten vertrieben werden)
- Kartennummer
- Verfallsdatum: Monat und Jahr, sichtbar auf der Vorderseite. Die Karte ist bis zum letzten Tag dieses Monats gültig.
- Prüfziffer: CVC1 bzw. CVV1, nur auf dem Magnetstreifen bzw. Chip gespeichert, nicht sichtbar.
- Kartenprüfnummer (CVC2 oder CVV2): auf der Rückseite sichtbar, aber weder geprägt noch elektronisch auf dem Magnetstreifen gespeichert
- PIN: Die PIN ist nicht vom Magnetstreifen ablesbar, sondern wird immer online beim jeweiligen Kreditkartenherausgeber abgeglichen. Die PIN wird in der Regel von der herausgebenden Bank mit der Kreditkarte an den Kunden übergeben. Bei einigen Banken muss die PIN gesondert von der Bank angefordert werden. Um Bargeld an einem Geldautomaten abzuheben, wird die PIN benötigt. Auch an Zahlungsterminals in Geschäften, vor allem im Ausland, kann die PIN-Eingabe verlangt werden.

### Funktionen

#### Bezahlen
- Einsatz Kreditkarte, Übertragung der Daten von der Karte durch den Verkäufer per Hand
- MOTO (Mail-Order, Telephone-Order): Übermittlung der vom Karteninhaber eingegebenen Daten über das Internet, per Brief, per Fax oder per Telefon (Hierfür ist meist die Kartenprüfnummer zur Identifikation notwendig.)
- Elektronisches Auslesen bei Einsatz der Kreditkarte unter Vorlage der Karte durch den Karteninhaber vom Magnetstreifen, Speicherchip oder kontaktlos mit einer Chipkarte nach ISO/IEC 14443
- Umsatzanfrage am POS-Terminal des Händlers
- Autorisierungsanfrage – Routing über Netzbetreiber, Acquiring-Prozessor und Visa-/MasterCard-Prüf-Routinen auf den technischen Systemen des Issuing-Prozessors
- ggf. PIN-Eingabe
- Autorisierungs-Antwort (positiv)
- Nutzung einer mechanischen Vorrichtung (Imprinter) zum Übertragen der Hochprägung auf Papier
- Unterschrift des Käufers (entfällt bei vorheriger PIN-Eingabe)
- Kaufvertrag und Herausgabe, Auslieferung der Ware

#### Annehmen
- Geld direkt auf der Karte anzunehmen, ist möglich. Das entscheidende Merkmal ist die Geschwindigkeit des Transfers, woraus eine schnelle Verfügbarkeit in Echtzeit auf der Karte und somit Auszahlmöglichkeit per Bankautomat möglich wird. Interessant wird es, wenn es sich gerade um ausländische Transaktionen und Zahlungsanweisungen für Produkte und Dienstleistungen in umgekehrter Richtung, zum Beispiel Gewinnauszahlung oder Gelderstattung aus Reklamationen etc., handelt. Auch kann ein Karteninhaber nunmehr schon deshalb schneller über sein Geld weltweit verfügen, da der Weg des Geldes zwischen dem Zahlungspflichtigen und dem Karteninhaber nicht mehr über den Transferumweg der Bank geht. Auch Fehlbuchungen und Verzögerungen jeglicher Art werden dadurch unterbunden, da die Transaktion innerhalb des geschlossenen Kartensystems abläuft und erneute Angaben nicht notwendig sind. Kreditkarten können herkömmlich nur per Banküberweisung aufgeladen werden.

#### Auszahlen
- Auszahlungen von Bargeld mittels Kreditkarten finden in der Regel an Bankautomaten oder an der Kasse von Geldinstituten statt. In Deutschland ist es außerdem in den meisten Supermärkten möglich, ab einem bestimmten Einkaufswert (üblicherweise 10 Euro) bis zu 200 Euro abzuheben.[25]

#### Aufladen
Es gibt verschiedene Möglichkeiten, Prepaid-Kreditkarten aufzuladen. Welche Art bei einer Karte möglich ist, wird vom Herausgeber festgelegt.
- Aufladung über sogenannte Aufladeterminals am OCP (Online Charging Point) oder am POS (Point of Sale) findet in Echtzeit statt. Die POS-Aufladeterminals mit der Ad-hoc-Aufladung begegnen einem bereits z. B. bei der Aufladung von Prepaid-Handykarten per Kreditkarte an Tankstellen oder direkt im Internet. Interessant ist jedoch die Echtzeit-Aufladung an sogenannten OCP mit Barzahlungsmöglichkeit. An OCPs können die Prepaidkarteninhaber weltweit an vielen Orten wie z. B. Internetcafés, Wettbüros oder an ausgezeichneten Dienstleistungspunkten, die vor allem eine längere Öffnungszeit bieten, ihre Prepaidkarte gegen eine Gebühr mit Bargeld aufladen.
- Aufladung per SMS.
- Aufladung über Internet-Zahlungsdienstleister wie z. B. PayPal, Giropay oder Sofortüberweisung.
- Aufladung per Bareinzahlung am Bankschalter (Zahlschein) oder per Überweisung auf das Kreditkartenkonto.

#### Kartensperrung
Zum Sperren der Karte gibt es neben der Telefonnummer der Kreditkartengesellschaft in Deutschland den Sperr-Notruf 116 116. Daneben kann eine Kartensperrung auch über eine Smartphone App oder im E-Banking vorgenommen werden.

### Haftung bei Kartenmissbrauch
Sobald der Verlust einer Kreditkarte gegenüber dem ausgebenden Institut angezeigt wird, hat der Karteninhaber für missbräuchliche Verfügungen, die nach diesem Zeitpunkt getätigt werden, nicht mehr einzustehen. Für Schäden, die vor der Sperre entstanden sind, haftet der Karteninhaber mit bis zu 50 EUR, in Österreich mit bis zu 150 EUR; es sei denn, die grob fahrlässige Verletzung der Verpflichtungen des Karteninhabers, wie z. B. der Pflicht zur sorgfältigen Aufbewahrung der Karte, der Geheimhaltung der Geheimzahl oder der unverzüglichen Benachrichtigung nach Bekanntwerden des Verlustes haben zum Missbrauch beigetragen, z. B. Aufbewahrung der Kreditkarte im Auto. Wenn die Karte gestohlen und Bargeld mit Geheimzahl abgehoben wurde, gehen die Gerichte in der Regel vom sogenannten Anscheinsbeweis aus, d. h., es wird angenommen, dass das Kreditkartensystem sicher ist und daher dem Dieb die Geheimzahl in irgendeiner Form, z. B. als Notiz, zugänglich war. Dabei handelt es sich dann um grobe Fahrlässigkeit, und die Kunden müssen für den Schaden selbst haften, auch wenn sie glaubhaft versichern, dass sie die Geheimzahl nirgendwo notiert hatten.
In der Regel sind die Haftungsbestimmungen des Verbrauchers bei den ausgebenden Instituten in Deutschland die gleichen. Grundsätzlich sind aber im Einzelfall die Allgemeinen Geschäftsbedingungen zu beachten, da dort die Haftungsbedingungen aufgeführt werden müssen.
Laut Stiftung Warentest haben Visa, Mastercard sowie die deutschen Sparkassen- und Bankenverbände zugesichert, dass Kartennutzer, die bei Onlinezahlungen den Mastercard Identity Check (SecureCode) oder Verified by Visa verwenden (siehe 3-D Secure), nicht schlechter stehen als vor Einführung dieser Verfahren.

### PSD2
Seit März 2021 gilt in Deutschland die von der EU mit PSD2 eingeführte starke Kundenauthentifizierung (engl. Strong Customer Authentication = SCA). Das erschwert Unbefugten den Zugriff, ist aber gleichzeitig eine Hürde für den Nutzer. Für Zahlungsvorgänge ist offline wie online eine Zwei-Faktor-Anmeldung vorgeschrieben, mit zwei Elementen aus den drei Bereichen Wissen, Besitz und Biometrie:
- Wissen: Passwort, PIN, Bildschirmmuster, Frage nach dem Geburtsnamen der Mutter o. Ä.
- Besitz: Karte, Smartphone, Security-Token, SMS-Empfang, Browser-Session[30]
- Biometrie: Fingerabdruck, Stimme, Iris-Scan, ...

Online ist der zweite Faktor ungleich schwieriger umzusetzen, denn offline war schon immer eine Karte zum Bezahlen nötig.

## Vier-Parteien-System
Das Kreditkartengeschäft ist ein Vier-Parteien-System, es gibt – neben dem Zahlungsnetzwerk – den Kartenausgeber (Issuer), den Akzeptanzpartner (Acquirer), den Kartenakzeptanten (Händler mit Hausbank) und den Kartenbesitzer. Beim Drei-Parteien-System sind die Ausgeber- und Händlerbank identisch.
Zahlungssystem (VISA etc.)
Bekommt vom Kartenausgeber und der Händlerbank pro Transaktion verschiedenste Gebühren.
Kundenbank = Kartenausgeber (Issuer)
Bekommt eine Jahresgebühr vom Karteninhaber und erhält bei jeder Transaktion das Interbankenentgelt (Interchange).
Akzeptanzpartner (Acquirer)
Bekommt das Disagio abzüglich des Interbankenentgelts.
Händler mit Hausbank (Kartenakzeptant)
Er schlägt alle Gebühren auf seine Preise auf.
Karteninhaber
Bezahlt die zusätzlichen Gebühren über den Händler und den Kartenausgeber. Dafür erhält er die Möglichkeit, einfach zu bezahlen und je nach Vertrag die Möglichkeit, erst am Ende des Monats seine Kreditkartenrechnung zu begleichen.

## Gebühren

### Käufer
Der Käufer bzw. Karteninhaber bekommt seine Kreditkarte von vielen Instituten kostenlos, manche verlangen einen gewissen Mindestumsatz oder alternativ eine Jahresgebühr. Sogenannte Motivkarten kosten einmalig etwa 15 Euro.
Während der Gebrauch in der Eurozone in der Regel kostenlos ist (oder sogar durch Prämien belohnt wird), ist der Einsatz in Fremdwährungen meist mit zusätzlichen Gebühren verbunden. Für die Bargeldauszahlung werden – insbesondere wenn diese bei fremden Instituten oder im Ausland erfolgt – oft nicht unerhebliche Gebühren berechnet. Auf der Kreditkartenabrechnung wird hierzu beispielsweise bei Visa die Abkürzung AEE für Auslandseinsatzentgelt verwendet.
Kreditkarten werden entweder von einer Bank (MasterCard, Visa, JCB) oder einem Kreditkarteninstitut (American Express, Discover, Diners Club) an den Karteninhaber ausgegeben. Voraussetzung ist eine ausreichende Bonität, die häufig in Form regelmäßiger Zahlungseingänge nachgewiesen werden muss. Hierbei bilden Prepaidkarten eine Ausnahme – für sie ist keine positive Bonität erforderlich.

### Händler
Die Transaktionskosten trägt der Verkäufer von Waren bzw. Dienstleistungen und legt sie auf die Käufer um.
- Fixkosten für ein Kartenlesegerät, Software, Netzwerkanbindung, Bonrollen etc.: 10 … 100 € je Monat
- Variable Kosten: 0,5 … 2,6 % (Disagio) in Deutschland[32] (In den USA durchschnittlich 2 %)[33]
- Ein Aufschlag von etwa 1 % bei Geschäftskarten und internationalen Kreditkarten, denn nur Karten von Privatkunden aus dem EWG sind reguliert.

Außerdem unterscheiden sich die Konditionen je nach Vertrag, Branche, Transaktionsvolumen und Anbieter; das sind Hausbanken und spezialisierte Zahlungsdienstleister. Dabei steht der Händler außer bei der Akzeptanz von American Express in keinem direkten Geschäftsverhältnis mit den Kreditkartenfirmen. Die Gebühren können je nach Vertrag und konkreter Karte höher sein als bei der Zahlungsabwicklung mit einer Debitkarte.
In der EU gaben 2005 alle Händler zusammen mehr als 25 Milliarden Euro für die Verwendung von Debit- und Kreditkarten aus, bei einem Gesamtumsatz an den Verkaufsstellen von 1.350 Milliarden Euro. Diese Gebühren trugen 1/4 des Gewinns der Retail-Banken. Die Anzahl der Kartenzahlungen in der EU verdreifachte sich von 2005 auf 2018 von 14 Mrd. auf 42 Mrd.
Zusammensetzung
Die Händlergebühr (englisch merchant service charge, MSC) setzt sich zusammen aus:
- Acquirer (Processing) Fee für Akzeptanzpartner 0,8–2,6 %
- Interbankenentgelt (englisch Interchange Fee) für Kartenausgeberbank 0,2–0,3 %
- Scheme Fee für MasterCard z. B. 0,08 € + 0,02 %

Mit der EU-Verordnung wurde ein Teil der Kreditkartengebühren, das sogenannte Interbankenentgelt, für private Karten der Vierparteiensysteme (u. a. Mastercard und Visa), die in der Europäischen Wirtschaftsgemeinschaft ausgegeben werden, bei Zahlungen im EWG auf max. 0,3 Prozent für Kreditkarten und 0,2 Prozent für Debit- und Prepaidkarten begrenzt. In der Schweiz beträgt die Standard-Interchange für Kreditkartenzahlungen 0,4 Prozent. Seit Januar 2018 dürfen Händler keine zusätzlichen Gebühren für die Zahlung mit regulierten Zahlungsmitteln wie z. B. Mastercard und Visa mehr erheben. Da ihnen durch die Zahlung mit Kreditkarte zusätzliche Kosten entstehen, gewähren stattdessen einige Händler Rabatte auf andere Zahlungsmittel. Insgesamt führten diese Regelungen verstärkt dazu, dass die Kosten für Kreditkartenzahlungen auf alle Zahlungsarten umgelegt wurden.

### Kostenvergleich
Zum Vergleich mit den Kosten der Bargeldzahlung im Einzelhandel in Deutschland hat die Bundesbank 2019 eine Studie im stationären Einzelhandel im engeren Sinn, d. h. ohne Apotheken, Großhandel, Handwerksbetriebe, Kfz-Händler, durchgeführt.
| Dt. Einzelhandel              | Bargeld | Girocard | Lastschrift | KK-PIN  | KK-Unterschrift | Gesamt    |
| ----------------------------- | ------- | -------- | ----------- | ------- | --------------- | --------- |
| Umsatz (in Mrd. Euro)         | 210,0   | 101,0    | 54,8        | 7,5     | 17,6            | 390,9     |
| Transaktionen (in Mrd.)       | 15,6    | 2,1      | 1,6         | 0,1     | 0,3             | 19,6      |
| Ø-Betrag                      | 13,48 € | 49,03 €  | 35,13 €     | 57,05 € | 57,05 €         | Ø 19,94 € |
| Kosten in % vom Umsatz        | 1,8 %   | 0,7 %    | 1,0 %       | 1,7 %   | 1,8 %           |           |
| Kosten je Transaktion in Euro | 0,24 €  | 0,33 €   | 0,34 €      | 0,97 €  | 1,04 €          |           |

Demnach haben „Barzahlungen relativ geringe Fixkosten und etwas höhere variable Kosten“. Zum Zeitpunkt der Studie gab es nur wenige kontaktlose Kartenzahlungen, weshalb diese simuliert wurden, was am Ergebnis wenig änderte.

## Kartenarten
Der Begriff Kreditkarte wird international nicht einheitlich verwendet. In den deutschsprachigen Ländern werden damit sowohl echte Kreditkarten als auch Chargekarten, Daily-Chargekarten, Scheck- bzw. Debitkarten und Prepaidkarten bezeichnet (zu den jeweiligen Begriffen s. u.). Im Allgemeinen werden nur solche Debit- und Prepaidkarten als Kreditkarten angesehen, die das Akzeptanzzeichen einer der Kreditkartenorganisationen besitzen und daher überall dort akzeptiert werden, wo auch mit echten Kreditkarten und Chargekarten gezahlt werden kann. Dagegen wird der Begriff in anderen Teilen der Welt in abweichender Weise verwendet. So ist es z. B. in englischsprachigen Ländern üblich, nur echte Kreditkarten und (teilweise) Prepaid-Kreditkarten als credit card zu bezeichnen, wobei Letztere nur ihres Namens wegen zu den Kreditkarten gerechnet werden und diese Sichtweise keineswegs unumstritten ist. Andere Karten, wie beispielsweise Debit- oder Chargekarten, werden, unabhängig davon, ob sie das Akzeptanzzeichen einer der Kreditkartenorganisationen besitzen, grundsätzlich als eigenständige Formen kartenbasierter Zahlungsmittel angesehen.
Die gängigste Kreditkartenart in Deutschland ist eine Visa-, Mastercard- oder American-Express-Chargekarte.

### Klassische Kreditkarte (Revolving)
Bei einer „echten“ oder klassischen Kreditkarte erhält der Karteninhaber monatlich eine Abrechnung. (Die Rechnung erhält er direkt vom jeweiligen Händler/Dienstleister.) Diese kann sofort beglichen oder in Raten abgezahlt werden. Letztere Möglichkeit, der sogenannte revolvierende Kredit, wird traditionell durch Kreditinstitute vornehmlich im anglo-amerikanisch geprägten Raum angeboten, ist aber auch in Deutschland verfügbar. Kunden können, je nach ihrer Bank und ihrem Kreditkartenvertrag, monatlich 2, 5, 10 oder 50 Prozent der offenen Summe zurückzahlen. Sie sind jedoch nicht an eine feste Rückzahlungsrate gebunden, sondern können die Kreditsumme jederzeit durch Sondertilgungen begleichen. Unabhängig von einer vollständigen Tilgung kann die Kreditkarte innerhalb des persönlichen Verfügungsrahmens neu belastet werden.

### Chargekarte
Bei einer Chargekarte erhält der Karteninhaber monatlich eine Rechnung, die sofort bzw. innerhalb einer Frist von bis zu 30 Tagen fällig ist. Der Kunde erhält also für den Zeitraum zwischen der Bezahlung einer Ware und der Fälligkeit der Rechnung einen zinslosen Kredit mit sehr kurzer Laufzeit. In Deutschland ist dies die gängigste Art von Kreditkarten.
Ein weiteres Prinzip, das allerdings erst in neuerer Zeit Verbreitung findet, ist das sogenannte charge and credit-Verfahren. Es stellt streng genommen eine Mischung aus einer echten Kreditkarte und einer Chargekarte dar. Der Karteninhaber kann bei einer charge-and-credit-Karte selbst entscheiden, wie hoch sein Kartenlimit ausfällt. Je nach kartenausgebender Bank kann dieser meist formlos gewährte Kreditrahmen zwischen 25 % und 100 % der Einzahlungssumme liegen. Beispiel: Die Bank gewährt bei einer Einzahlung von 500 € 25 % zusätzlichen Kredit – der Karteninhaber kann über 625 € verfügen, wobei 125 € genau wie bei einer regulären Kreditkarte mit Zinsen berechnet werden. Die Gebühren und Limits sind abhängig von der jeweiligen Bank, die diese Karten ausstellt. Dieses Prinzip wird vornehmlich von Kreditinstituten außerhalb des europäischen Raums angewandt und ist deshalb formlos, weil keine Kredit- oder Bonitätsprüfung stattfindet.

### Debitkarte
Bei einer Debitkarte wird der Karteninhaber nach Bezahlung sofort belastet (in der Regel über das Girokonto des Karteninhabers). In Deutschland ist die gängigste Debitkarte die Girocard, die international als Maestro-Card (von Mastercard ausgegeben) oder V Pay (von Visa ausgegeben) fungiert. Ein anderes Beispiel ist die im deutschsprachigen Raum weniger verbreitete Visa-Electron-Karte (von Visa ausgegeben). Diese Karten können mangels Hochprägung (siehe Technik/Karte) nicht überzogen werden, besitzen eigene Akzeptanzzeichen und daher auch ein eigenes Netz von Akzeptanzstellen. Aus diesem Grund werden sie allgemein nicht als Kreditkarten angesehen. Daneben gibt es aber auch MasterCard- und Visa-Debitkarten (vor allem in den USA verbreitet), die als Kreditkarten angesehen werden, da sie das Kreditkarten-Akzeptanzzeichen dieser Organisationen besitzen. In einigen Ländern, wie zum Beispiel Deutschland, sind diese Karten nicht von Chargekarten oder echten Kreditkarten zu unterscheiden, in anderen Ländern, beispielsweise in den USA oder Großbritannien sind solche Karten dagegen generell durch den zusätzlichen Aufdruck Debit gekennzeichnet. In beiden Fällen sind sie aber nahezu immer mit Hochprägung versehen und daher überziehbar.

### Daily-Chargekarte
Eine Daily-Chargekarte ist eine Kombination aus einer Charge- und einer Debitkarte. Die Abrechnung erfolgt über ein technisches Kartenkonto, das im Guthaben geführt werden kann. Zusätzlich wird ein zulässiger monatlicher Kreditrahmen eingeräumt. Während man Guthaben hat, werden die Umsätze dem Kartenkonto sofort belastet. Beim aufgebrauchten Guthaben kann zusätzlich der Kreditrahmen genutzt werden. Nach der Monatsabrechnung werden alle Soll-Beträge sofort vom Referenzkonto des Karteninhabers (meistens einem Girokonto) per Lastschrift eingezogen. Damit kommen keine Verzugszinsen, wie bei dem Revolvierenden Kredit der Chargekarten, zustande.

### Prepaid-Karten
Bei Prepaid-Karten werden die Zahlungen nicht auf Kredit, sondern aus einem vorher eingezahlten Guthaben beglichen.
Die Karten können nur an online angebundenen Akzeptanzstellen verwendet werden. Dadurch wird ein Überziehen des Guthabens verhindert. Sollte es zu Datenmissbrauch oder Diebstahl kommen, kann der Täter lediglich über das aktuell auf der Karte vorhandene Guthaben verfügen, denn die Prepaid-Kreditkarte kann nicht überzogen werden. Sie eignen sich vor allem für Online-Zahlungen, weniger für Reisen. Die meisten Karten sind nicht hochgeprägt und tragen den Vermerk „Electronic use only“.
Die Akzeptanz von Prepaid-Kreditkarten ist eingeschränkt, insbesondere zwei Drittel der Autovermietungen lehnen sie wegen fehlenden Kreditrahmens ab. Autovermietungen sperren bei klassischen Kreditkarten einen gewissen Betrag als Kaution. Sollten nach Rückgabe des Mietwagens Mängel festgestellt werden, kann der Vermieter über den Betrag verfügen. Eine Kreditkarte dient somit als Sicherheit, welche bei der Prepaidkarte fehlt. Autovermietungen generieren 10 % ihres Umsatzes durch Unfallersatz.
Ein weiterer Nachteil dieser Karten sind die Gebühren. Manche Anbieter verlangen für jede Transaktion eine Gebühr, andere eine Jahresgebühr und eine für bestimmte Dienstleistungen, wie Bargeldbezug am Automaten. Prepaid-Kreditkarten ohne Jahresgebühr sind in der Regel nur in Verbindung mit einem Girokonto bei der herausgebenden Bank erhältlich, wobei dennoch Gebühren für Abhebungen und Transaktionen in Fremdwährung anfallen.
Diese Karten werden auch an nicht kreditwürdige Personen ausgegeben, die beispielsweise minderjährig sind oder für die ein Negativeintrag in der Schufa (bonitätsschwache Personen) vorliegt. Im Volksmund sind sie daher auch als „Kreditkarte ohne Schufa“ bekannt. Da die Karten auf Guthabenbasis funktionieren, entsteht für die Bank kein Risiko.
Prepaid-Kreditkarten haben in Hochzinsphasen teilweise eine Guthabenverzinsung. Prepaidkarten gibt es auch als Pfändungsschutzkonto (P-Konto).
Eine Gefahr besteht bei ausländischen Kartenherausgebern für das eingezahlte Guthaben, denn dieses unterliegt oft keiner Einlagensicherung. Im Falle einer Insolvenz des Kartenherausgebers droht ein Verlust.

### Virtuelle Kreditkarten
Für Einkäufe im Internet gibt es sogenannte virtuelle Kreditkarten. Zumeist handelt es sich um Prepaid- oder Debitkarten. Diese bestehen nur aus den Kartendaten zum Telefon- oder Onlinekauf. Innerhalb des Internets funktionieren sie wie eine normale Kreditkarte, da hier die Kreditkarte nicht physisch vorhanden sein muss. Die Kartendaten einer virtuellen Kreditkarte bestehen aus Kreditkartennummer, Gültigkeit, Karteninhabername und CVC/CVV (Sicherheitsprüfnummer). 
Für Einkäufe im stationären oder mobilen Einzelhandel kann die virtuelle Kreditkarte z. B. in einer Mobile-Payment-App gespeichert werden. Die zur Transaktion erforderlichen Daten werden dann zwischen dem Träger (Smartphone, Smartwatch etc.) und einem digitalen Zahlungssystem (POS-Terminal etc.) ausgetauscht.

### Premium-Kreditkarten
Als Premium-Kreditkarten werden klassische Kreditkarten bezeichnet, die sehr teuer sind und Zusatzleistungen anbieten. Dies können zum Beispiel Reiserücktritts-, Auslandsreisekranken- oder Reisegepäckversicherung sein. Für die Zusatzleistungen verlangen die Anbieter häufig zwischen 80 und 100 Euro pro Jahr. Laut der Stiftung Warentest lohnen sich diese Kreditkarten meist nicht. Sie sind entweder teuer oder weisen Mängel beim Reiseschutz auf, sinnvoller sind getrennte Verträge.
- Das Standardangebot wird als Classic Card bezeichnet.
- Darüber die Gold Card mit besonderen Zusatzleistungen.
- Die Business Card oder Corporate Card als Kreditkarte zu Lasten der mitantragstellenden Firma, meist mit speziellen Abrechnungsfunktionen. Seit einigen Jahren gibt es Platinum Cards, die meist ein Einkommen über ca. 100.000 US-Dollar voraussetzen.

- Darüber gibt es noch eine Stufe zur Zurschaustellung elitärer Angehörigkeit, welche Top-Kunden vorbehalten ist und nur auf Einladung der ausstellenden Bank erhältlich ist. z. B. American Express Centurion Card, Mastercard World Signia, Visa Infinite, Amex Platinum.[46] Diese haben sehr hohe Jahresgebühren, aber auch Vergünstigungen wie Hotelzimmerupgrades und Priority-Pass mit Eintritt in über 600 Airport-Lounges.

### Co-Branding-Cards
Die Issuer-Banken geben in Zusammenarbeit mit Nichtbanken seit Ende der 1980er-Jahre Affinity Cards und Co-Branding-Cards aus. Diese haben ein auf das Partnerunternehmen ausgerichtetes Kartendesign und teilweise eigene Kartenfeatures. Beispielsweise gibt die DKB in Kooperation die Lufthansa Miles & More Credit Card heraus. Diese bietet eine Meilensammelfunktion (1 Euro Umsatz = 0,5 Meilen) im Lufthansa-Kundenbindungsprogramm Miles & More und Reiseversicherungen.

## Rechtsnatur
Kreditkarten sind ein Zahlungsmittel, bei Kartenzahlungen übernimmt das Kreditkartenunternehmen gegenüber dem Händler/Verkäufer keine Zahlungsgarantie. Das Kreditkartenunternehmen soll auch nicht wie bei der Garantie lediglich subsidiär haften, sondern eine eigene Zahlungspflicht begründen. Der Bundesgerichtshof (BGH) stuft seit April 2002 mit der Unterzeichnung des Belastungsbelegs durch den Karteninhaber dies als abstraktes Schuldversprechen im Sinne des § 780 BGB ein, auch wenn die Vertragsinhalte der Kartenherausgeber teilweise erheblich voneinander abweichen. Die hierin vom BGH außerdem vertretene partielle Bargeldanalogie ist allerdings nicht tragfähig, weil bei Kreditkarten kein Eigentum an Bargeld verschafft, sondern eine Forderung gegen das Kreditkartenunternehmen begründet wird.
Ähnlich wie bei Lastschriften gibt es ein Deckungs- und ein Valutaverhältnis (siehe Anweisung). Dabei ist dem Kartenherausgeber bewusst, dass Mängel des Valutaverhältnisses auch auf das Deckungsverhältnis durchschlagen können. Das Deckungsverhältnis besteht zwischen Karteninhaber und Kartenherausgeber, das Valutaverhältnis wird zwischen Karteninhaber und Vertragshändler begründet. Zudem gibt es ein Vollzugsverhältnis zwischen Vertragshändler und Kartenherausgeber. Im Vollzugsverhältnis verpflichtet sich das Kartenunternehmen gegenüber dem Vertragshändler, in bestimmten Intervallen die aus dem Karteneinsatz resultierenden Forderungen unter Gebührenabzug (Disagio) zu vergüten. Gleichzeitig gibt das Kartenunternehmen ein abstraktes Zahlungsversprechen nach § 780 BGB für künftige, auf Karteneinsatz beruhende Forderungen des Vertragshändlers ab mit dem Vorbehalt der Rückbelastung in bestimmten Fällen. Das Vertragsunternehmen ist verpflichtet, die Kreditkarte als Zahlungsmittel anzuerkennen. Im Valutaverhältnis ist das Vertragsunternehmen zur Übereignung des Kaufgegenstandes an den Karteninhaber verpflichtet. Im Deckungsverhältnis ist der Karteninhaber zur monatlichen Zahlung der getätigten Kartenumsätze verpflichtet. Rechtlich umstritten ist die zentrale Frage, ob und bis wann der Karteninhaber die rechtlichen Folgen seiner Unterschrift auf dem Leistungsbeleg (Belastungsbeleg, Slip) durch Widerruf beseitigen kann. Die herrschende Meinung geht allgemein von einem Geschäftsbesorgungsvertrag (§§ 665, 675 BGB) aus.
Die vom Karteninhaber unterzeichneten Leistungsbelege bzw. die Angabe der Kreditkartennummer stellen dann nach herrschender Meinung die maßgeblichen Weisungen des Karteninhabers nach § 665 BGB dar. Der BGH schloss sich in dieser Frage der herrschenden Meinung an, wonach eine unwiderrufliche Weisung vorliege, weil das Vertragsunternehmen mit der Unterzeichnung eines ordnungsgemäßen Belastungsbeleges einen irreversiblen Zahlungsanspruch erlange. Danach endet das Widerrufsrecht des Karteninhabers, sobald das Kartenunternehmen eine irreversible Disposition getroffen hat. Der Anspruch des Vertragsunternehmens entsteht unter der aufschiebenden Bedingung der Unterzeichnung und Übergabe eines ordnungsgemäßen Belastungsbeleges durch den Karteninhaber.
Ein Weisungswiderruf ist allenfalls bei einer rechtsmissbräuchlichen Inanspruchnahme des Kartenunternehmens durch das Vertragsunternehmen möglich. Die Rechtsprechung tendiert dazu, die allgemeine Unwiderruflichkeit unter Bezug auf die Generalklausel des Treu und Glaubens abzumildern. Dabei muss der Mangel beim Rechtsgeschäft aus dem Valutaverhältnis offensichtlich oder liquide beweisbar sein. Es muss offenkundig eine Fälschung von Leistungsbelegen oder ein anerkanntermaßen nichtiges Geschäft zugrunde gelegen haben, weshalb dem Vertragsunternehmen eine Forderung gegen den Karteninhaber nicht zusteht.
Der Zahlungsverkehr mit seinen massenhaft anfallenden Geschäftsvorgängen kann nur zuverlässig funktionieren, wenn von den Beteiligten ein gewisses Maß an Kontrolle ausgeübt wird. Für den Giroverkehr ist dies – und eine Schadensersatzhaftung bei schuldhafter Verletzung von Sorgfalts- und Kontrollpflichten – seit langem anerkannt. Im Kreditkartenverfahren kann nichts anderes gelten. Das Kreditkartenunternehmen muss die mit den Kreditkartennummern identifizierbaren Karteninhaber mit dem auf den Leistungsbelegen eingetragenen Namen des Karteninhabers vor Zahlung an Vertragsunternehmen vergleichen. Durch die Aufdeckung eines Missbrauchs von Kreditkarten – zumindest in Fällen, in denen das Vertragsunternehmen noch nicht an den Karteninhaber geleistet hat – können Vermögensschäden (siehe Kontoplünderung) verhindert werden. Der Schadensersatzanspruch des Vertragsunternehmens ist gemäß § 254 Abs. 1 BGB gemindert, wenn es durch die leichtfertige Akzeptanz der Kreditkarten im Mailorderverfahren zur Schadensentstehung erheblich beigetragen hat. Der Zahlungsanspruch des Vertragsunternehmens aufgrund des im Vollzugsverhältnis vereinbarten Schuldversprechens gemäß § 780 BGB steht im Präsenzgeschäft unter der aufschiebenden Bedingung (§ 158 Abs. 1 BGB) der Unterzeichnung und Übergabe eines ordnungsgemäßen Belastungsbeleges durch den Karteninhaber.

## Kritik

### Überschuldung
Zusätzlich zur Zahlungsfunktion und zum Bargeldabheben wird die (revolvierende) Kreditkarte als bequemer schneller Privatkredit verwendet. Dies geschieht z. B. häufig in USA, Großbritannien, Australien. In Ländern mit Dispokredit (Überziehung des Girokontos) wie Deutschland und Österreich ist dieser Aspekt der Kreditkarten weniger wichtig. Durch die Verbreitung der Kreditkarte und deren gestiegenes volkswirtschaftliches Gewicht sind in zunehmendem Maße negative Wirkungen sichtbar geworden: Die Verbraucher glauben sich wohlhabender, als sie es tatsächlich sind; durch vermehrte Konsumausgaben sinkt die effektive Sparquote.

### Monopole
Das Kreditkartenwesen steht in vielen Ländern unter Beobachtung der Regulierungsbehörden, da es ein zweiseitiger Markt mit Netzwerkeffekt ist. Die beiden größten Protagonisten – Visa und Mastercard – sind Zusammenschlüsse von Banken, die ihrerseits das Ergebnis von Joint Ventures sind. Diese Besonderheiten machen es schwierig die üblichen Maßstäbe des Wettbewerbsrechts anzulegen und erfordern innovative Wirtschaftsmodelle.
Die Konzentration und Abhängigkeit von wenigen Kartenorganisationen macht technische Ausfälle und Embargos, wie das gegen Kuba, sehr einschneidend.

### Gebühren
Da Händler ihre Kreditkartengebühren auf alle Käufer umlegen, auch auf solche, die keine Kreditkarten nutzen, verteuern sich die Waren für alle Kunden. In den USA waren dies 2008 pro Haushalt 427 US-Dollar.
Durch den identischen Endkundenpreis für Bargeld- und Kreditkartenzahler und durch Prämienprogramme gibt es einen impliziten Geldtransfer zwischen Kreditkartennutzern und Barzahlern. Da die Kreditkartennutzung mit dem Haushaltseinkommen korreliert, führt dies zu einem Transfer von Haushalten mit niedrigem Einkommen zu Haushalten mit hohem Einkommen.

### Sicherheit
Der EMV-Chip hatte lange unbemerkt schwere Sicherheitslücken, wie Forscher der University of Cambridge herausfanden: Es war möglich, Zahlungen mit falschen PIN-Codes durchzuführen.